# Never-Ending Man: Hayao Miyazaki
Never-Ending Man: Hayao Miyazaki (終わらない人 宮崎駿?, Owaranai Hito: Miyazaki Hayao) è un documentario-intervista diretto da Kaku Arakawa incentrato su Hayao Miyazaki dopo l'annuncio del suo ritiro nel settembre 2013.

## Trama
Il film si apre con l'annuncio del ritiro di Hayao Miyazaki, regista ed animatore giapponese nonché fondatore dello Studio Ghibli, il quale viene ripreso vuoto e spoglio. Miyazaki è fermamente convinto della sua decisione, dal momento che non si sente più in grado di potersi concentrare sulla creazione di nuove opere data la sua età avanzata (aspetto su cui preme molto per tutta la durata del documentario); rifiuta, inoltre, la presenza di una videocamera, non comprendendone il senso dal momento che ormai non ha più nulla da mostrare: da quel momento disegnerà solo come passatempo.
Con il passare dei mesi, però, Miyazaki si rende conto di non riuscire a stare fermo, e decide quindi di provare a terminare un'opera, un cortometraggio, a cui aveva pensato prima del suo ritiro, intitolata Kemushi no Boro (毛虫のボロ? lett. "Boro il bruco"). Inizia così, per il regista, un periodo di sperimentazione, di accettazione, in cui si approccia a un metodo di animazione più moderno, sempre rifiutato da lui stesso, ma che ora vede come un qualcosa di interessante, ossia quello dell'animazione digitale tramite CGI.
Il documentario mostra lo sviluppo di questo nuovo progetto, ma al tempo stesso evidenzia i pensieri che attanagliano la mente di Miyazaki, pensieri forti e radicati, come l'attesa della morte, l'impotenza della vecchiaia, la severità nei confronti dei suoi collaboratori, ma anche l'attenzione ad ogni minimo dettaglio, la tenerezza dei suoi mondi, la passione e l'amore per il suo lavoro, la sua fragilità e la forza di volontà che prevale su ogni cosa.

## Distribuzione
Il film è stato trasmesso sulla rete televisiva NHK il 13 novembre 2016, per poi essere replicato il 3 e 4 giugno su NHK World con il titolo internazionale The Never Ending Man. In Italia i diritti del film sono stati acquistati da Dynit, che l'ha distribuito nei cinema in collaborazione con Nexo Digital il 14 novembre 2017, dopo essere stato proiettato in anteprima nazionale il 3 novembre al Lucca Comics & Games in lingua originale sottotitolata.. Successivamente il film è stato distribuito in home video in versione doppiata in italiano.